# Dieter Heckel
Dieter Heckel (* 8. Januar 1938 in Nördlingen; † 9. Juni 2016 in Kulmbach) war ein deutscher Politiker (CSU).

## Leben
Heckel machte 1957 sein Abitur und studierte danach Tiermedizin in München. Er war von 1963 bis 1990 als freipraktizierender Tierarzt in Kulmbach tätig, zuletzt betrieb er eine Gemeinschaftspraxis mit einem seiner Söhne.
Heckel trat 1970 der CSU bei. Er war zunächst Vorsitzender eines Ortsverbands und stellvertretender Landesvorsitzender des AK Polizei und Innere Sicherheit. 1976 wurde er Kreisrat in Kulmbach, zwei Jahre später Stadtrat in Kulmbach, wovon er neun Jahre lang Fraktionsvorsitzender war. Von 1984 bis 1987 war er stellvertretender Landrat in Kulmbach. Von 1986 bis 2003 war er Mitglied des Bayerischen Landtags. Er wurde dabei stets direkt im Stimmkreis Kulmbach gewählt. Heckel war viele Jahre Verwaltungsrat der Sparkasse Kulmbach-Kronach.
1998 erhielt Heckel den Bayerischen Verdienstorden. Heckel starb im Alter von 78 Jahren.